# 亚历山大·谢尔盖耶维奇·巴兰金
亚历山大·谢尔盖耶维奇·巴兰金（俄語：Александр Сергеевич Баландин，1989年6月20日—），俄罗斯男子竞技体操运动员，2009年夏季世界大运会男子吊环金牌得主和男子团体全能银牌得主、2013年世界竞技体操锦标赛男子吊环银牌得主。